# Nelešovice

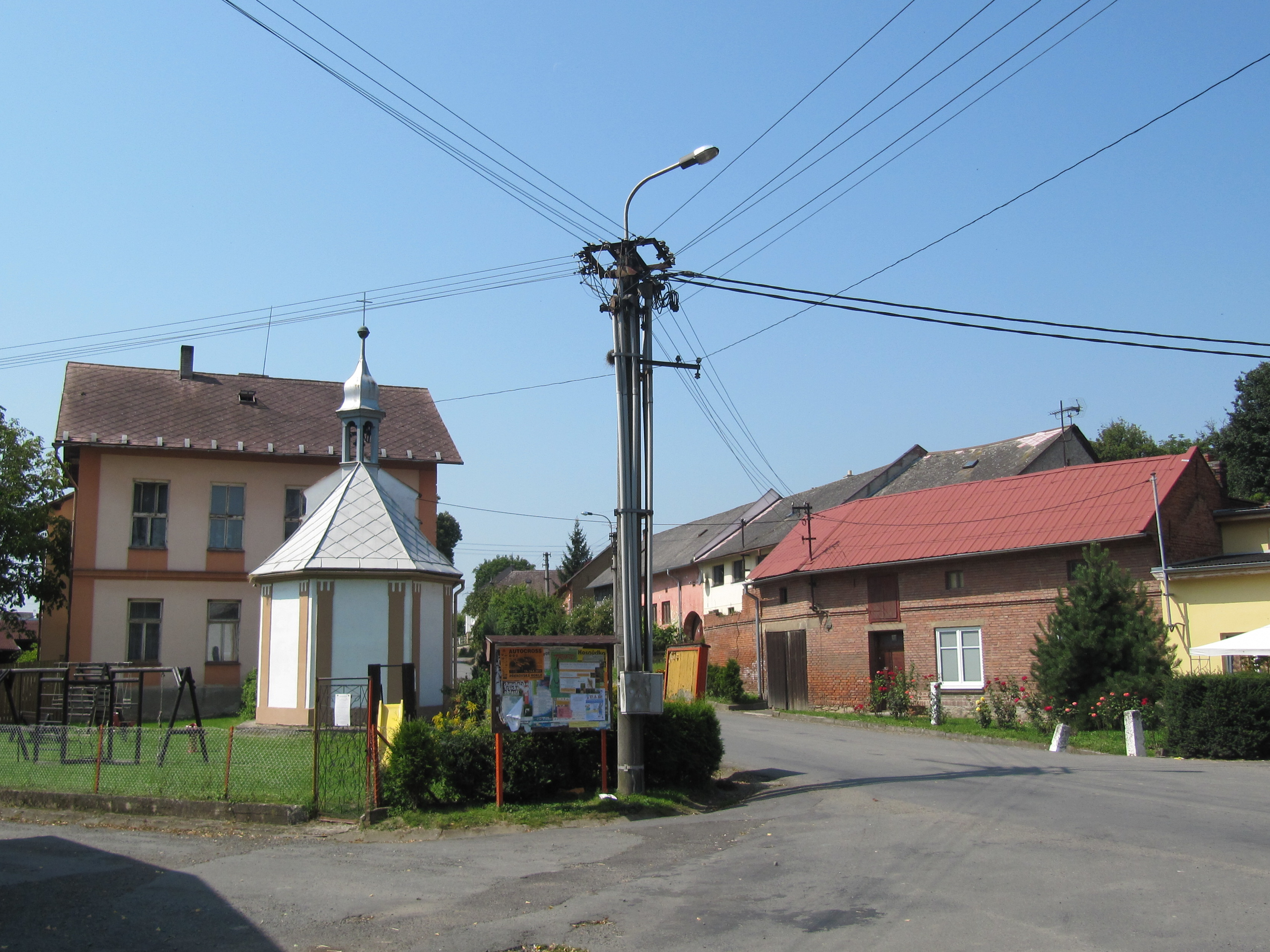
Ortszentrum

Nelešovice (deutsch Nelleschowitz) ist eine Gemeinde in Tschechien. Sie liegt zehn Kilometer nordwestlich von Přerov und gehört zum Okres Přerov.

## Geographie
Nelešovice befindet sich in den südlichen Ausläufern der Oderberge in der Talmulde des Nelešovický potok. Nördlich erhebt sich die Kuppe Za Rábovým (273 m).
Nachbarorte sind Suchonice im Norden, Lipňany im Nordosten, Penčičky, Penčice und Zábeštní Lhota im Osten, Lhotka im Südosten, Žeravice im Süden, Kokory im Südwesten, Čelechovice im Westen sowie Krčmaň im Nordwesten.

## Geschichte
Das Dorf wurde 1234 in einer Urkunde des Olmützer Domkapitels erstmals erwähnt. Seit 1190 gehörte der überwiegende Teil des Ortes zur Olmützer St.-Wenzels-Kathedrale. König Ottokar II. Přemysl erteilte dem Kapitelanteil 1256 weitreichende Privilegien zur Entlastung von landesherrlichen Verpflichtungen. Das Dorf gehörte im Wesentlichen dem Kapitel bis 1848.
Einen kleinen Teil des Ortes mit dem Hof Nelešovice besaßen die Vladiken von Nelešovice. Als erster des Geschlechts ist 1270 Hostek von Nelešovice nachweisbar. 1482 verzichtete Ctibor von Nelešovice zu Gunsten des Domkapitels auf seinen Besitz. Durch das Kapitel wurde daraus ein Vikarialkrongut mit Hof geschaffen. Der westliche Teil des Dorfes wurde später an die Herren von Ludanice auf Rokytnice verkauft. Wenzel von Ludanice auf Helfštýn überließ den Hof dem Vladiken Václav Mol von Modřelice für dessen Verdienste. Dieser verkaufte ihn nach kurzzeitigem Besitz 1584 an Johann von Widbach. Nachfolgend wechselten die Besitzer des Gutes in rascher Folge. Zu ihnen gehörten ab 1651 der Rektor des Olmützer Jesuitenkollegs, Michal Hynek Tomassi, ab 1663 Ladislav Haugwitz, ab 1824 Ludwig von Lewenau und ab 1835 der Vizepräsident der Wiener Hofkammer, Joseph Ritter von Eichhoff.
Nach der Aufhebung der Patrimonialherrschaften bildete Nelešovice ab 1850 eine Gemeinde im Bezirk Olmütz. 1921 wurde die Gemeinde Teil des Bezirkes Olmütz-Land und seit dem 1. Januar 1949 gehört sie zum Okres Přerov. 1970 hatte das Dorf 230 Einwohner.

## Gemeindegliederung
Für die Gemeinde Nelešovice sind keine Ortsteile ausgewiesen.

## Sehenswürdigkeiten
- Kapelle der Heiligen Rochus, Sebastian, Fabian und Rosaria, geweiht 1781
- Barocke Mariensäule